# Micrathetis pallidegrisea
Micrathetis pallidegrisea är en fjärilsart som beskrevs av Embrik Strand 1921. Micrathetis pallidegrisea ingår i släktet Micrathetis och familjen nattflyn. Inga underarter finns listade i Catalogue of Life.